# Jozef Petruľák
Jozef Petruľák (11. prosince 1936 Smižany – 22. března 2002) byl slovenský fotbalista. Po skončení aktivní kariéry působil jako trenér a učitel.

## Fotbalová kariéra
V nejvyšší soutěži hrál za Tatran Prešov, nastoupil v 63 ligových utkáních a dal 8 gólů. S Tatranem obsadil v první lize třetí (1963/64) a druhou příčku (1964/65). V ročníku 1965/66 však Tatran překvapivě sestoupil.
Ve středu 4. května 1966 odehrál první zápas finále Československého poháru proti Dukle Praha (prohra 1:2, hráno v Prešově).

## Ligová bilance
| Ročník                                   | Zápasy | Góly | Klub          |
| ---------------------------------------- | ------ | ---- | ------------- |
| 1. československá fotbalová liga 1963/64 | 12     | 2    | Tatran Prešov |
| 1. československá fotbalová liga 1964/65 | 26     | 3    | Tatran Prešov |
| 1. československá fotbalová liga 1965/66 | 25     | 3    | Tatran Prešov |
| CELKEM 1. LIGA                           | 63     | 8    |               |